# Martin Foltýn
Martin Foltýn (* 17. srpen 1993) je český fotbalový záložník hrající za FC Silon Táborsko.

## Klubová kariéra
Svoji fotbalovou kariéru začal v Baníku Ostrava. Nejdříve hrál za mládežnické kategorie a poté se dostal i do A-týmu. Momentálně působí v týmu FC Silon Táborsko.